# Artaud III de Pallars Sobirà
Artaud III de Pallars Sobirà, né vers 1085 et mort vers 1167, est comte de Pallars Sobirà de 1124 à sa mort. Il succède à son père Artaud II, comte de Pallars Sobirà et comte consort de Ribagorce.

## Biographie
Les origines d'Artaud III sont obscures : ni sa date, ni son lieu de naissance ne sont connus. Il est le fils aîné du comte de Pallars Sobirà Artaud II et de son épouse Aldonça Pérez de Tordesillas.
Il épouse en 1130 une certaine Agnès, aux origines inconnues, dont il a deux enfants. Elle meurt en 1135 et il se remarie rapidement avec Chimène II, dame d'Alagon.
Il lutte principalement contre les musulmans de la Marche supérieure d'al-Andalus. Il est fait prisonnier en 1110 ou 1111 par les Almoravides à la suite d'une razzia de ceux-ci sur les terres catalanes. Il est gardé comme prisonnier à Saragosse, où sa présence est attestée en 1111, et où il apprend vraisemblablement l'arabe.
Il semble exercer son pouvoir de façon pacifique, sans avoir besoin de combattre ses voisins. En 1140, il reçoit du comte de Barcelone et roi d'Aragon, Raimond-Bérenger IV, la seigneurie aragonaise de Sobradiel, qui aurait appartenu avant à Gaston IV de Béarn et son épouse Talèse.
Il meurt vers 1167. Son fils aîné, Artaud IV lui succède pour le comté de Pallars, tandis que son fils cadet, Palacin Ier, reçoit la seigneurie d'Alagon.

## Mariages et descendance
Artaud III épouse en 1130 une certaine Agnès. De cette union sont issus deux enfants :
- Artaud IV (1110-1182), comte de Pallars Sobirà ;
- Agnès (?-?), mariée à Raymond, seigneur d'Erill.

Il se remarie en 1135 avec Chimène II d'Alagon. De cette union est issu :
- Palacin Ier (1163-?), seigneur d'Alagon.

### Sources et bibliographie
- (ca) Cet article est partiellement ou en totalité issu de l’article de Wikipédia en catalan intitulé « Artau III de Pallars Sobirà » (voir la liste des auteurs).
- (ca) Armand de Fluvià (préf. Josep M. Salrach), Els primitius comtats i vescomptats de Catalunya : Cronologia de comtes i vescomtes, Barcelone, Enciclopèdia catalana, coll. « Biblioteca universitària » (no 11), avril 1989, 238 p. (ISBN 978-84-7739-076-3), p. 93